# Vicious
Vicious är en kommande amerikansk skräckfilm. Filmen är regisserad av Bryan Bertino som även skrivit filmen manus.
Filmen var ursprungligen planerade att släppas den 8 augusti 2025, vilket senare tidigarelagdes till den 28 februari samma år, men detta datum sköts upp på obestämd tid.

## Handling
Filmen handlar om en kvinna som efter att ha fått en mystisk gåva från en nattlig besökare kämpar för sin existens.

## Rollista (i urval)
- Dakota Fanning
- Kathryn Hunter
- Mary McCormack
- Rachel Blanchard
- Devyn Nekoda
- Klea Scott